# OFI Kreta
OFI Kreta, üblicherweise nur OFI (griechisch ΟΦΗ – Όμιλος Φιλάθλων Ηρακλείου, Omilos Filathlon Irakleiou, Verein der Sportfreunde von Iraklio), ist ein griechischer Sportverein aus Iraklio, Kretas Hauptstadt. Im Verein wird Fußball, Volleyball und Basketball gespielt.

## Geschichte
Der Verein wurde 1925 gegründet, seine Farben sind Schwarz und Weiß. OFI trägt seine Heimspiele im Theodoros-Vardinogiannis-Stadion aus und ist zusammen mit Ergotelis der größte Fußballverein der Insel.
OFI stieg 1968 erstmals in die griechische erste Liga, die Alpha Ethniki auf und gehörte dieser bis 1971 an, als man als Tabellenletzter abstieg. 1976 stieg man als Tabellenerster wieder auf. 2009 musste der Verein, nach 33 Jahren ununterbrochener Erstklassigkeit, als Tabellenvierzehnter erneut den Gang in die zweite Liga, die Beta Ethniki antreten. Zwar wurde dort der dritte Rang erreicht, OFI konnte sich jedoch in den Playoffs nicht durchsetzen und verpasste den direkten Wiederaufstieg. Im darauf folgenden Jahr schaffte es OFI, sich als Tabellendritter über die Playoffs wieder für die erste Liga zu qualifizieren. Zunächst war OFI der Aufstieg aufgrund des Wettskandals 2011 in Griechenland verweigert worden, der Klub konnte jedoch erfolgreich Einspruch einlegen und die Playoffs anschließend für sich entscheiden.
2018 konnte OFI als Meister der Football League in die griechische Super League aufsteigen. Zur Winterpause musste der Trainer Nikos Papadopoulos seinen Posten räumen und der ehemalige Spieler Jamie Vera übernahm das Amt. Mit ihm schaffte OFI den 13. Tabellenplatz und qualifizierte sich für die Relegation, wo sie auf den Zweitplatzierten der Football League AO Platanias trafen. Im Hinspiel bei Platanias kam OFI nicht über ein 0:0 hinaus. Erst im Rückspiel im heimischen Stadion gelang der Mannschaft der Klassenerhalt. OFI besiegte Platanias mit 3:2, wo Adil Nabi in der vierten Minute der Nachspielzeit das umjubelte Tor schoss.

## Trainer
- Zdeněk Ščasný (2002–2003)
- Reiner Maurer (2006–2007)

## Europapokalbilanz
| Saison  | Wettbewerb                  | Runde                  | Gegner                 | Gesamt | Hin        | Rück    |
| ------- | --------------------------- | ---------------------- | ---------------------- | ------ | ---------- | ------- |
| 1986/87 | UEFA-Pokal                  | 1. Runde               | Hajduk Split           | 1:4    | 1:0 (H)    | 0:4 (A) |
| 1987/88 | Europapokal der Pokalsieger | 1. Runde               | FK Witoscha Sofia      | 3:2    | 0:1 (A)    | 3:1 (H) |
| 1987/88 | Europapokal der Pokalsieger | 2. Runde               | Atalanta Bergamo       | 1:2    | 1:0 (H)    | 0:2 (A) |
| 1993/94 | UEFA-Pokal                  | 1. Runde               | Slavia Prag            | 2:1    | 1:1 (A)    | 1:0 (H) |
| 1993/94 | UEFA-Pokal                  | 2. Runde               | Atlético Madrid        | 2:1    | 0:1 (A)    | 2:0 (H) |
| 1993/94 | UEFA-Pokal                  | 3. Runde               | Boavista Porto         | 1:6    | 1:4 (H)    | 0:2 (A) |
| 1995    | UEFA Intertoto Cup          | Gruppenphase           | Nea Salamis Famagusta  | 2:1    | 2:1 (H)    |         |
| 1995    | UEFA Intertoto Cup          | Gruppenphase           | Bayer 04 Leverkusen    | 0:1    | 0:1 (A)    |         |
| 1995    | UEFA Intertoto Cup          | Gruppenphase           | JK Pärnu Tervis        | 2:0    | 2:0 (H)    |         |
| 1995    | UEFA Intertoto Cup          | Gruppenphase           | FK Budućnost Podgorica | 4:3    | 04:3 (A) 1 |         |
| 1995    | UEFA Intertoto Cup          | Achtelfinale           | Bursaspor              | 1:2    | 1:2 (A)    |         |
| 1997/98 | UEFA-Pokal                  | 2. Qualifikationsrunde | KR Reykjavík           | 3:1    | 0:0 (A)    | 3:1 (H) |
| 1997/98 | UEFA-Pokal                  | 1. Runde               | Ferencváros Budapest   | 4:2    | 3:0 (H)    | 1:2 (A) |
| 1997/98 | UEFA-Pokal                  | 2. Runde               | AJ Auxerre             | 4:5    | 1:3 (A)    | 3:2 (H) |
| 2000/01 | UEFA-Pokal                  | 1. Runde               | Napredak Kruševac      | 6:0    | 0:0 (A)    | 6:0 (H) |
| 2000/01 | UEFA-Pokal                  | 2. Runde               | Slavia Prag            | 3:6    | 2:2 (H)    | 1:4 (A) |
| 2007    | UEFA Intertoto Cup          | 3. Runde               | Tobol Qostanai         | 0:2    | 0:1 (A)    | 0:1 (H) |
| 2020/21 | UEFA Europa League          | 2. Qualifikationsrunde | Apollon Limassol       | 0:1    | 0:1 (H)    |         |

Gesamtbilanz: 30 Spiele, 12 Siege, 4 Unentschieden, 14 Niederlagen, 39:40 Tore (Tordifferenz −1)

## Kader 2024/25
Stand: 15. August 2024
| Nr. |              | Position | Name                    |
| --- | ------------ | -------- | ----------------------- |
| 4   | Griechenland | AB       | Nikolaos Marinakis      |
| 5   | Brasilien    | AB       | Bressan                 |
| 6   | Griechenland | MF       | Zisis Karachalios       |
| 7   | Spanien      | MF       | Adrían Riera            |
| 8   | Chile        | MF       | Luis Felipe Gallegos    |
| 9   | Belgien      | ST       | Aaron Leya Iseka        |
| 10  | Argentinien  | MF       | Juan Neira              |
| 11  | Spanien      | ST       | Jesús Jiménez           |
| 12  | Griechenland | AB       | Ilias Chatzitheodoridis |
| 13  | Griechenland | TW       | Manouel Kalafatis       |
| 17  | Spanien      | AB       | Borja González          |
| 18  | Argentinien  | ST       | Thiago Nuss             |
| 22  | Griechenland | AB       | Giannis Christopoulos   |
| 24  | Griechenland | AB       | Vasilios Lampropoulos   |
| 27  | Georgien     | ST       | Lewan Schengelia        |
| 29  | Frankreich   | ST       | Andrew Jung             |
| 31  | Griechenland | TW       | Nikolaos Christogeorgos |
| 32  | Griechenland | TW       | Dimitrios Sotiriou      |

| Nr. |              | Position | Name                    |
| --- | ------------ | -------- | ----------------------- |
| 33  | Schweiz      | TW       | Noam Baumann            |
| 36  | Griechenland | MF       | Sypros Zacharioudakis   |
| 45  | Griechenland | MF       | Giannis Apostolakis     |
| 46  | Griechenland | ST       | Giannis Theodosoulakis  |
| 48  | Griechenland | MF       | Andreas Adamakis        |
| 52  | Griechenland | AB       | Konstantinos Lagoudakis |
| 56  | Griechenland | MF       | Vasilios Pistikos       |
| 64  | Griechenland | AB       | Konstantinos Chnaris    |
| 70  | Griechenland | MF       | Emmanouil Faitakis      |
| 77  | Griechenland | AB       | Ilias Simantirakis      |
| 79  | Griechenland | MF       | Fotis Koutsoupias       |
| 80  | Griechenland | MF       | Titos Koutentakis       |
| 87  | Griechenland | TW       | Vasilios Sifakis        |
| 88  | Montenegro   | MF       | Marko Bakić             |
| 91  | Griechenland | MF       | Emmanouil Chnaris       |
| 97  | Griechenland | ST       | Theodoros Fanourakis    |
| 99  | Frankreich   | AB       | Leroy Abanda            |

## Titel/Statistik
- Balkanpokal: 1989
- Griechischer Pokalsieger (1 ×): 1987
- Beste Platzierung (1. Liga): Platz 2, 1986
- Schlechteste Platzierung (1. Liga): Platz 17, 1971
- Meister der Football League 2017/18